# Kulturtourismus

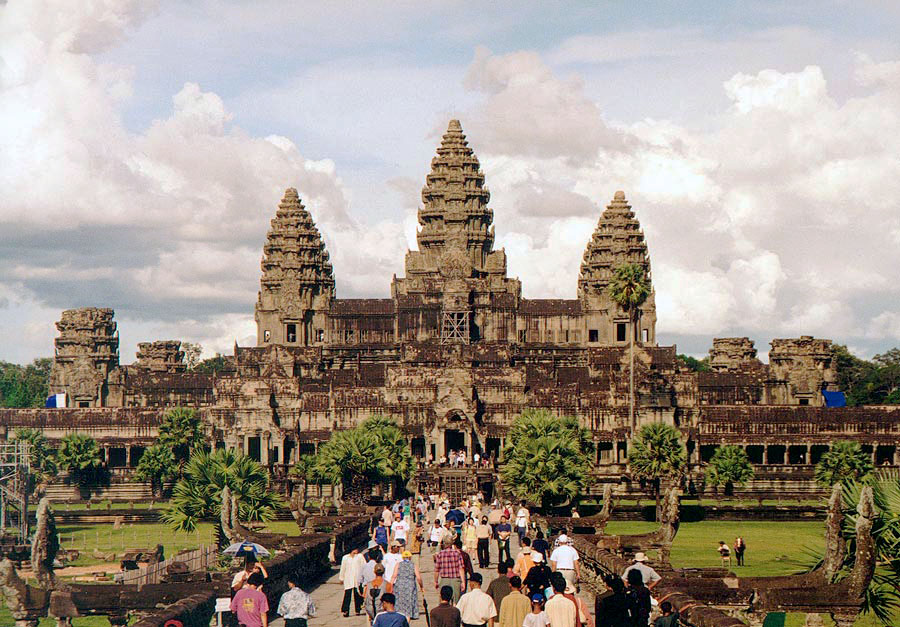
Touristen vor dem Angkor Wat in Kambodscha (Foto: 2001)

Als Kulturtourismus werden Reisen bezeichnet, in der die Reisenden das vorrangige Ziel verfolgen, sich über Elemente der Kultur des Zielgebietes zu informieren, sie zu erfahren bzw. sie zu erleben. Es gibt keine allgemeingültige Definition von Kulturtourismus, typische Kennzeichen sind jedoch das Interesse der Reisenden an Kultur, die Besichtigung von kulturellen Einrichtungen, die Teilnahme an Kulturveranstaltungen sowie eine im Vordergrund stehende fachlich fundierte Informationsvermittlung. Der individuelle Grund für Bildungs-, Studien- oder Kulturreisen ist dabei, die Kultur an anderen Orten kennenzulernen und die eigene Bildung anderweitig zu erweitern oder zu vertiefen. Auch das Pilgern kann als eine Form des Kulturtourismus betrachtet werden.

## Herkunft und Wortbedeutung
Der Begriff Kulturtourismus wurde 1986 von Klemens Unger in Abgrenzung zu dem bis dahin gängigen Begriff der Studienreisen geprägt. Unger verwendete den Begriff „für eine Art Tourismus, bei der Besucher Objekte besichtigen oder Veranstaltungen besuchen, die von Kulturinstanzen einer Region oder Stadt erschlossen oder angeboten werden.“ Im Gegensatz zur Studienreise sind auch Unterhaltung, ästhetische und emotionale Aspekte von Bedeutung.
Beim Deutschen Seminar für Fremdenverkehr referierte Unger 1988 zum Thema: „Angebotsgestaltung im Kulturtourismus.“

## Wesen

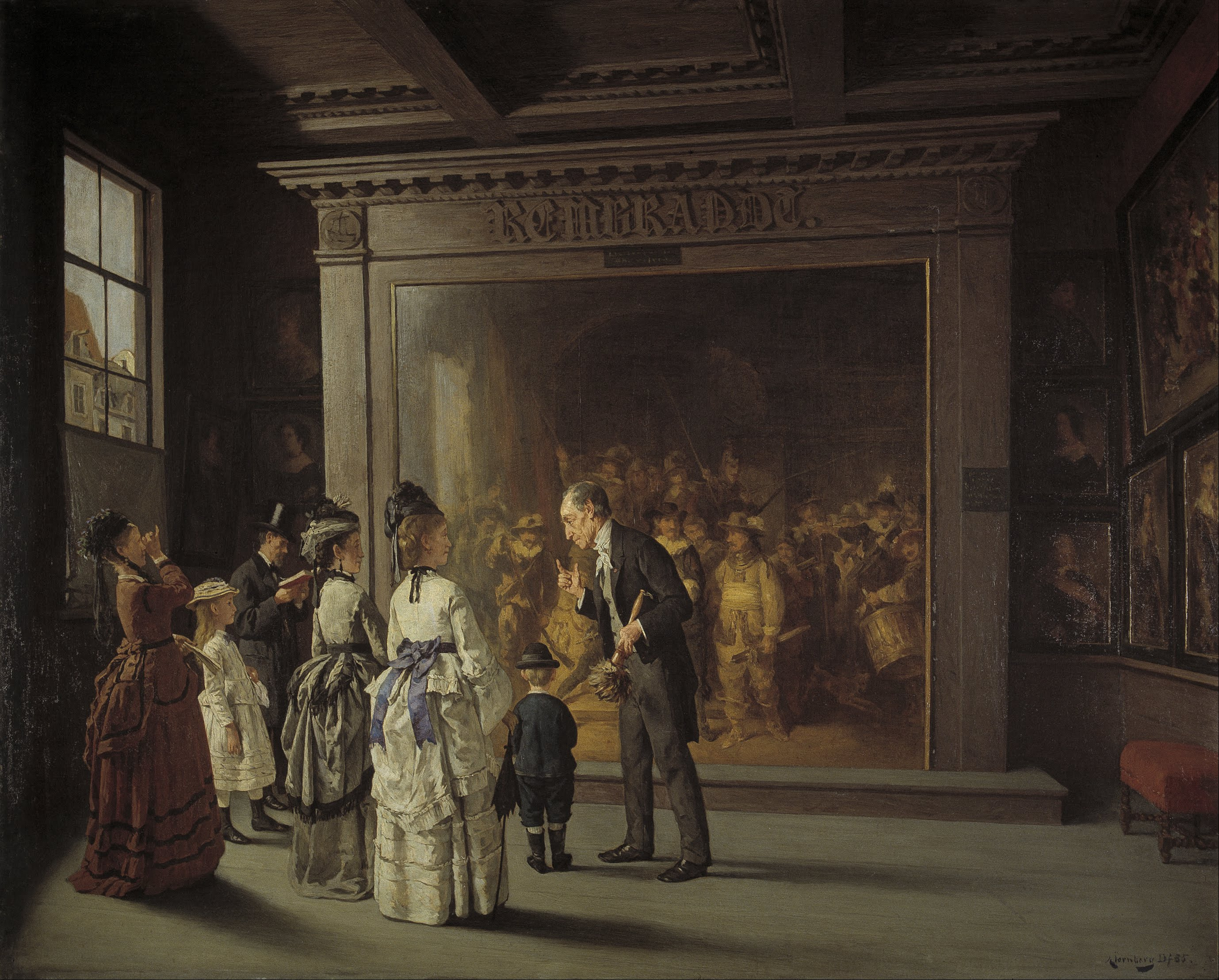
Die Besucher vor Rembrandts Nachtwache in Amsterdam, Genrebild von August Jernberg, 1885

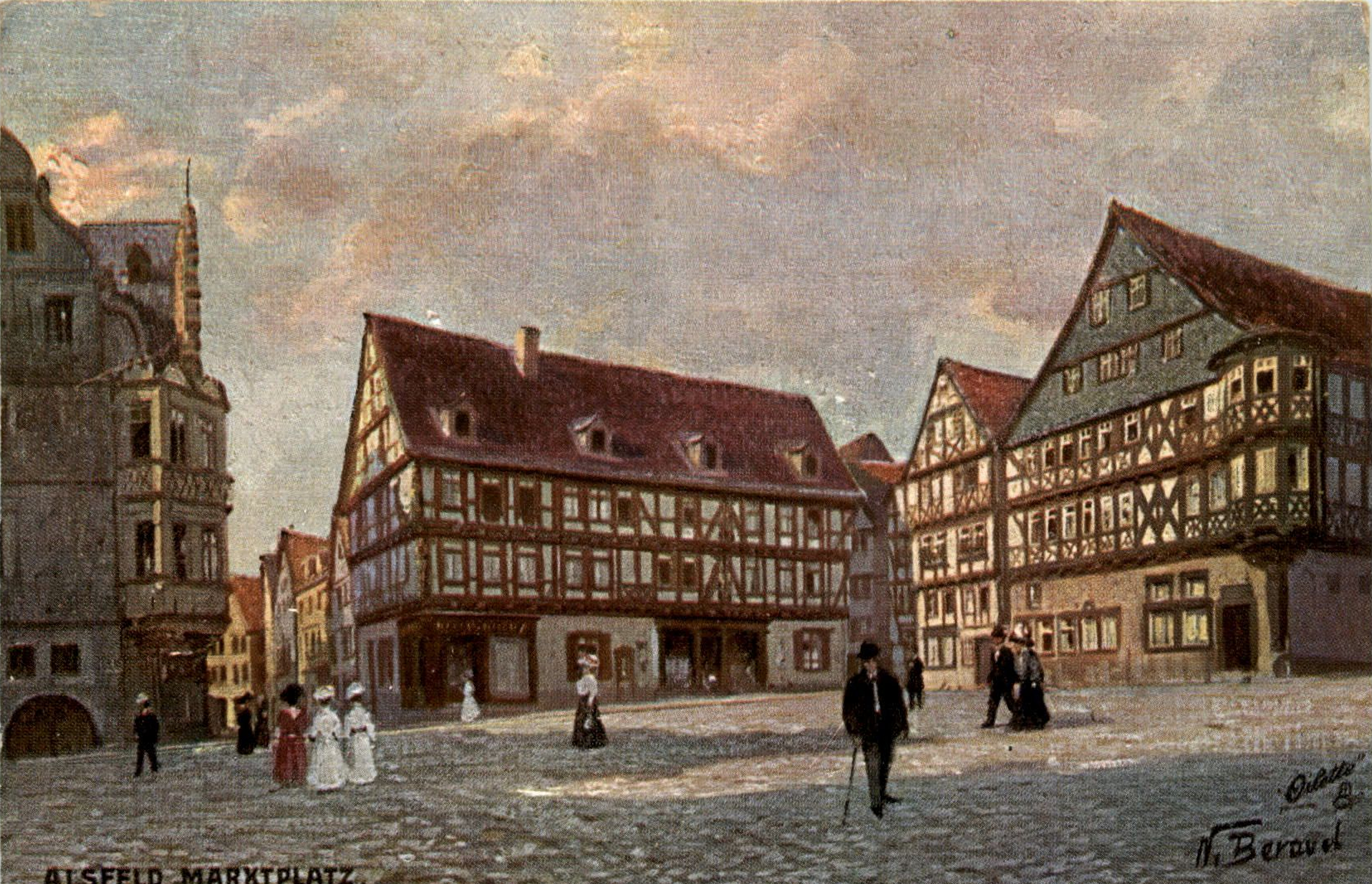
Häuser mit freigelegtem Fachwerk auf einer Künstler-Postkarte von Alsfeld, 1910

Ein wesentlicher Bestandteil von Kulturtourismus ist die Besichtigung von Objekten, die im Rahmen touristischer Erschließung und Inwertsetzung einer Region durch Kulturinstanzen zu Sehenswürdigkeiten ernannt werden. Jedoch wurde unter Kulturtourismus von Anfang an nicht nur der individuelle Grund für Bildungs-, Studien- oder Kulturreisen definiert, sondern der erweiterte Ansatz, Reisende in einer Region oder einem Ort auf vielfältige und ansprechende Art weit über die klassischen Bildungsreisenden hinaus mit der Kultur in emotionalen Kontakt zu bringen. Die heutigen Kulturtouristen als nachfragende Akteure im Kulturtourismus wurden 2013 von Yvonne Pröbstle differenziert in passionierte Spezialisten, kenntnisreiche Traditionalisten, aufgeschlossene Entdecker, unterhaltungsorientierte Ausflügler und pflichtbewusste Sightseeker.
Angesichts der historischen relativ neuen Verknüpfung von Kultur und Tourismus wie auch von Abgrenzungsschwierigkeiten beider Wortbestandteile ist eine Definition des Begriffs ‚Kulturtourismus‘ nicht einfach.

“[Kulturtourismus ist] travel undertaken with the intention, wholly or partly, of increasing one’s appreciation of europe’s cultural resources. A cultural resource is any place, structure artifact or event, the experience of which increases a visitors appreciation of the origins, manners, tastes and customs of the host region.”

„Kulturtourismus ist eine Strategie und Philosophie im Tourismus, die versucht, den Gästen kulturelle Eigenarten, Erscheinungsformen und Ereignisse in einer Region oder einem Ort nahezubringen und sie durch geeignete Kommunikationsmittel und -wege mit ihr in emotionalen Kontakt treten zu lassen.“

„[Der Kulturtourismus nutzt] Bauten, Relikte und Bräuche in der Landschaft, in Orten und Gebäuden, um dem Besucher die Kultur-, Sozial- und Wirtschaftsentwicklung des jeweiligen Gebietes durch Pauschalangebote, Führungen, Besichtigungsmöglichkeiten und spezielles Informationsmaterial nahezubringen. Auch kulturelle Veranstaltungen dienen häufig dem Kulturtourismus.“

## Angebot
Zahlreiche Reiseveranstalter sind auf Kulturtourismus spezialisiert. Diese Angebotsform für den Tourismus wird nach und innerhalb der europäischen Länder und für Ziele außerhalb Europas zunehmend ausgebaut. Meist kleinere, spezialisierte Reiseunternehmen bieten für Interessierte professionell geplante und von ausgebildeten Reiseleitern geführte Reisen an. In kleinen Gruppen werden fremde Länder oder bislang wenig erschlossene Regionen erkundet. So gibt es für fast jedes Thema Studienreisen. Der Preis ist meist höher als bei Pauschalreisen, da der Reisegast stärker betreut und beraten wird. Zunehmend von Bedeutung sind Wanderreisen. Ein wesentliches Ziel dafür ist ein ökologisch nachhaltiger Tourismus.
Bei der Ausarbeitung eines kulturtouristischen Angebots kommt der strategischen Planung eine besondere Bedeutung zu. So fördert eine Orientierung an der Angebotsseite oder an den authentischen, kulturellen, endogenen Ressourcen einer Destination einen sanften und nachhaltigen Kulturtourismus, der vor allem auf lange Sicht höhere Rendite erwarten lässt, während eine Orientierung an der Nachfrageseite und am inszenierten Kultur-Angebot auf eine größere Besucherschicht und somit auf kurzfristig hohe Rentabilität abzielt. Lokale Volkshochschulen bieten Bildungs- und Studienreisen in Zusammenarbeit mit Reisebüros an. Deren Güte soll durch die Qualitätsrichtlinien des Dachverbandes der deutschen Volkshochschulen gesichert werden.
Die Bedeutung des Kulturtourismus in Europa lässt sich aus dem Anteil von 23,5 % aller Touristenankünfte ersehen. 31 Millionen Touristenankünfte werden als ‚general cultural tourists‘ eingestuft, die restlichen 3,5 Millionen gelten als specific cultural tourists.
Einen Spezialfall stellt das Aufsuchen von Kirchen, Klöstern u. a. religiösen Bauwerken sowie die Benutzung von Pilgerwegen durch Ortsfremde dar. Dieses Verhalten kann (und soll) durch Formen des „spirituellen Tourismus“ vermarktet werden.

## Geschichte

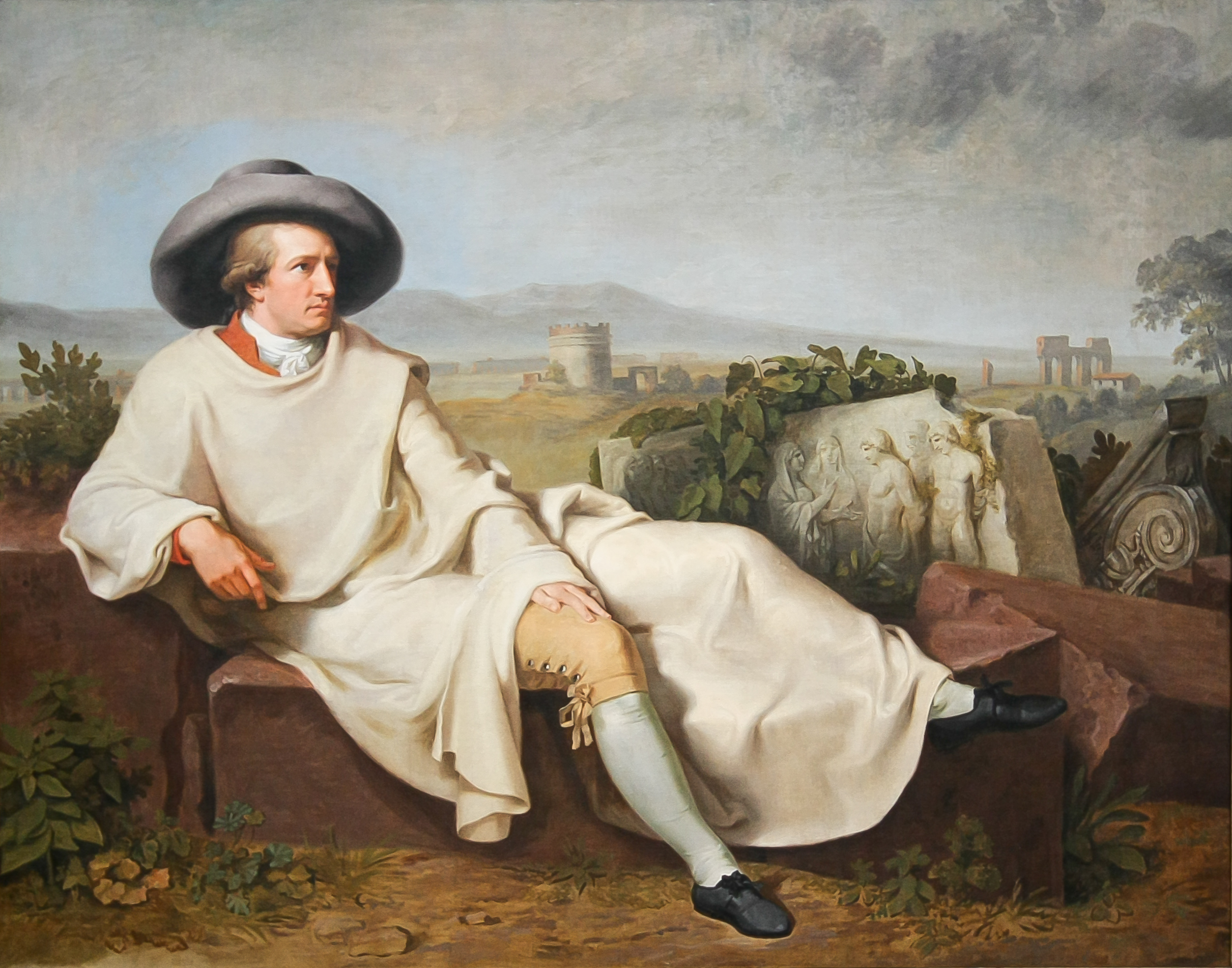
Goethe in Italien, Porträt des Dichters in der Campagna Romana von Johann Heinrich Wilhelm Tischbein, 1787

Der Kulturtourismus knüpft an die historisch verankerte Institution der Grand Tour als Bildungsreise an. Ursprünglich war vorrangig der „Anspruch, sich zu bilden“ das Ziel des Reisens. Beispielhaft kann hier Goethes italienische Reise genannt werden. Das Reisen zum Erholen und Entspannen kam erst im 19. Jahrhundert auf, als die Reisebedingungen einfacher wurden. Vorläufer dafür sind die Kurreisen. Mit dem Aufkommen des Massentourismus in der Mitte des 20. Jahrhunderts stand die Erholung auch in entfernten Gebieten im Vordergrund. Die Entwicklung des Flugverkehrs war der Auslöser.
Zwar gab es immer Reisende, deren Beweggründe andere Kulturen und Lebensweisen oder die Natur des Gastlandes waren, aber bedingt der Wettbewerb in der Tourismusbranche um die Jahrtausendwende neue Spezialformen wie Sprach-, Konzertreisen, den Literaturtourismus oder auch den Friedhofstourismus. Die klassische Form des Kulturtourismus wird mit dem Begriff „Authentizität“ charakterisiert. Als Gegenpol oder Erweiterung zu diesem authentischen Kulturtourismus entwickelt sich der „Erlebnis-“ oder „Eventtourismus“ ebenfalls weiter. Die Abgrenzung besonders im Falle von Konzertreisen ist sicher fließend.

## Bildungsreisen der Bürger im 18. Jahrhundert
Aufgrund der Neuorientierung der sozialen Wertvorstellungen durch das Ideengut der Aufklärung begannen auch die Bürger zu reisen. Für sie stellte es aber kein reines Vergnügen dar. Bildung, Erkenntnis, Stärkung der Vaterlandsliebe und das Gemeinwohl standen für diese Gruppe im Vordergrund. Diese Art des Reisens ist in der Nachfolge der mittelalterlichen „peregrinatio academica“, also der Bildungsreise von Universität zu Universität, zu sehen. Berichte über ihre Reisen verfassten sie selbst. Das wichtigste Ziel von nördlich der Alpen war Italien, danach kamen die als besonders gastfreundlich geltenden Städte Wien und Salzburg.

## Entwicklungen

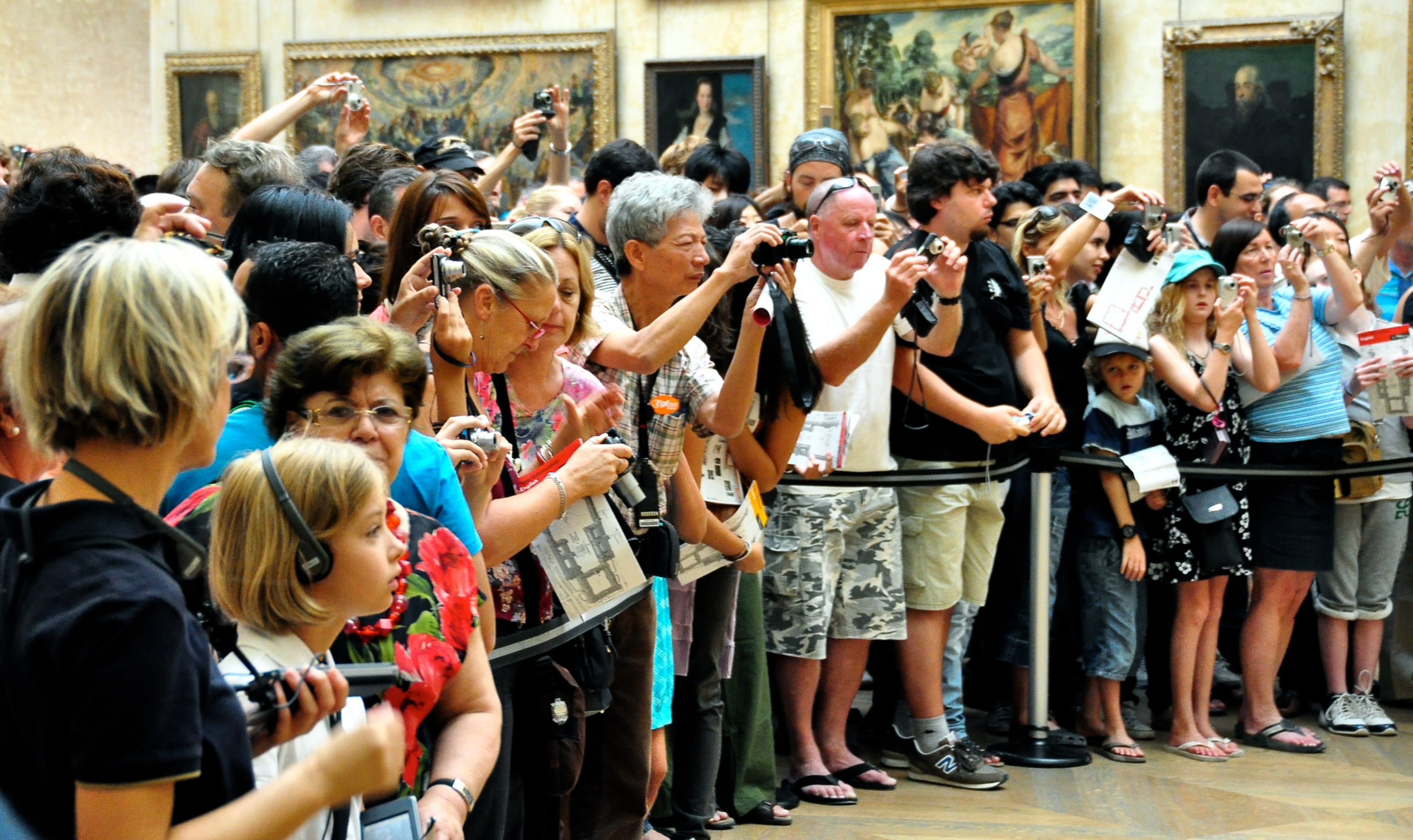
Massenandrang von Touristen vor der Mona Lisa im Louvre, 2009

Der Kulturtourismus hat in Europa eine große Entwicklungschance aufgrund der europäischen Geschichte mit historischen Überlieferungen auf engstem Raum. Reiseziel ist zunächst die Hochkultur, mit der Zunahme der Reisenden wird die Rückbesinnung auf die Alltagskultur und regional bedeutsame Ziele entdeckt. Das Irish Tourist Board stellte bereits 1988 fest, dass in Europa mehr als 70 Prozent der Attraktionen des Kulturtourismus erst in den letzten 20 Jahren erschlossen wurden.
Die Einkünfte aus dem Tourismus sind Anreiz für die touristische Erschließung von Orten, Regionen und Ländern unter Betonung ihrer kulturellen Eigenart und Leistung. Kulturtourismus bedingt die Regionen als Träger ihrer Kultur; von diesen muss die Initiative ausgehen. In einer DTV-Studie von 2006 wird dem Kulturtourismus auch in Deutschland großes Wachstumspotential bestätigt. Insbesondere wird die Nachfrage nach authentischem Miterleben der verschiedenen kulturellen Eigenarten einer Region, bis hin zum sog. „Destinationskultureintauchen“, immer stärker.
Bei der Weiterentwicklung des Kulturtourismus spielen die unterschiedlichen Formen von Netzwerken eine gewichtige Rolle. Es kann grob unterschieden werden zwischen:
- Kultur-Netzwerke: die innerhalb der unterschiedlichen Kulturtourismus-Typen (Objekt-, Ensemble-, Ereignis-, Gastronomie-, Sozio-Kulturtourismus) entstehen,
- Kultur-Tourismus-Netzwerke: die zwischen Kultureinrichtungen und Tourismus-Institutionen entstehen,
- Kultur-Tourismus-Politik-Netzwerke: Kooperationen zwischen den unterschiedlichen Key-Stakeholdern (wie Kultur, Tourismus, Nicht-gewinnorientierte Organisationen, Medien, einheimische Bevölkerung) innerhalb einer Region.

Durch Reiseangebote über das Internet mit der Möglichkeit der Online-Buchung wird die Erreichbarkeit für Interessenten des Kulturtourismus erleichtert. Sie werden gezielt auf bevorzugte Kulturorte, Festivals und Ereignisse hingezogen. Ganze Regionen werben unter gemeinsamem Namen, etwa Märchenstraße, und Veranstaltungsreihen.

„[Kulturtourismus definiert sich als die] schonende Nutzung kulturhistorischer Elemente und Relikte und die sachgerechte traditioneller regionsspezifischer Wohn- und Lebensformen zur Hebung des Tourismus in der jeweiligen Region; dies mit dem Ziel, das Verständnis für die Eigenart und den Eigenwert einer Region in dem weiten Rahmen einer europäischen Kultureinheit zu erweitern und zu vertiefen und zwar durch eine verstärkte Kommunikation zwischen den Bewohnern des europäischen Kontinents und durch eine sachlich richtige, vergleichende und diskursive Information über die Zeugnisse aus Vergangenheit und Gegenwart am Ort“

## Ausbildung und Studium
Um in diesem Bereich zu arbeiten, kann entweder der Weg der Ausbildung, des Studiums oder des Quereinstiegs gewählt werden. Die Ausbildung hat den Titel „Kaufmann/-frau für Tourismus und Freizeit“. Es gibt verschiedene Universitäten und Hochschulen die das Thema Kulturtourismus in ihrem Studiengängen behandeln. Aktuell besteht unter anderem das folgende Studienangebot in Deutschland:
- Hochschule Zittau/Görlitz, Bachelor Tourismusmanagement, Master Internationales Tourismusmanagement[18]
- Hochschule Fresenius, Bachelor Tourismus-, Hotel- und Eventmanagement[19]
- Hochschule Heilbronn, Bachelor Tourismus,[20] Master International Tourism Management[21]
- SRH Berlin University of Applied Sciences, Bachelor Internationales Tourismus- und Eventmanagement[22]

Weitere Informationen finden sich unter Tourismusberufe und Ausbildung.